# Tomás Alarcón
Tomás Jesús Alarcón Vergara (ur. 19 stycznia 1999 w Rancagui) – chilijski piłkarz występujący na pozycji defensywnego pomocnika, reprezentant Chile, od 2021 roku zawodnik hiszpańskiego Cádiz.